# Holly Montag
Holly Montag, född 15 oktober 1983, är en amerikansk TV-personlighet, bäst känd för sin återkommande roll i TV-serien The Hills och i andra säsongen av I'm a Celebrity... Get Me out of Here!. Hon är syster till Heidi Montag.